# Hồ Quang Tuấn
Hồ Quang Tuấn (sinh năm 1967) là một sĩ quan cấp cao trong Quân đội nhân dân Việt Nam, hàm Trung tướng . Ông hiện giữ chức Phó Bí thư Đảng ủy, Chủ nhiệm Tổng cục Công nghiệp Quốc phòng

## Thân thế binh nghiệp
Ông quê ở xã Sơn Bằng, Hương Sơn, Hà Tĩnh. Bố ông là cựu đại tá Hồ Phê, cựu Phó Tư lệnh Binh chủng Công binh, Quân đội nhân dân Việt Nam.
Ông Tuấn từng được đào tạo cơ bản tại Học viện Kỹ thuật Quân sự, sau đó sang Liên Xô/Nga du học về đóng tàu, hải quân tại các trường đại học ở Pushkin, Saint Petersburg.
Về nước, ông công tác tại Quân chủng Hải quân, trước khi chuyển sang Tổng cục Công nghiệp Quốc phòng Việt Nam
Ông từng giữ chức Phó Tham mưu trưởng Tổng cục, Giám đốc Nhà máy Z111, Tổng cục Công nghiệp Quốc phòng
Năm 2015, ông được bổ nhiệm giữ chức Phó Chủ nhiệm kiêm Tham mưu trưởng Tổng cục Công nghiệp Quốc phòng
Năm 2016, ông được thăng quân hàm Thiếu tướng
Tháng 9 năm 2021, ông được giao nhiệm vụ giữ chức vụ Phụ trách Chủ nhiệm Tổng cục Công nghiệp Quốc phòng.
Ngày 31 1háng 12 năm 2021, Tại Quyết định 2228/QĐ-TTg, Thủ tướng Chính phủ Phạm Minh Chính bổ nhiệm đồng chí Thiếu tướng Hồ Quang Tuấn, Phó Chủ nhiệm kiêm Tham mưu trưởng Tổng cục Công nghiệp Quốc phòng (Bộ Quốc phòng) giữ chức Phó Bí thư Đảng ủy, Chủ nhiệm Tổng cục Công nghiệp Quốc phòng và được Chủ tịch nước thăng quân hàm Trung tướng.